# Kostel Povýšení svatého Kříže (Zdiby)
Kostel Povýšení svatého Kříže ve Zdibech je barokní objekt stojící na původním obecním hřbitově. Jeho adresa je ulice J. Kámena / náves Mistra Jana Husa, Zdiby v okrese Praha-východ. Je chráněn jako kulturní památka České republiky.

## Dějiny kostela
Poprvé je kostel ve Zdibech písemně zmiňován roku 1384 jako farní.
V době třicetileté války byl kostel, podobně jako zbytek a místní tvrz obce, silně poničen. Na stejném místě byl v roce 1734 vystavěn nový kostel, autorem barokního architektonického návrhu byl architekt Jan Baptista de Curto. K dalším stavebním úpravám pak došlo kolem roku 1800 a poté ještě v roce 1892, kdy se na nákladech oprav podíleli také zdejší obyvatelé.
Od 1. ledna 2006, po zrušení farností v Klecanech a Líbeznicích, byly připojeny k farnosti Odolena Voda a převedeny do IV. pražského vikariátu z vikariátu podřipského. Administrátorem farnosti je Mgr. Piotr Grzegorz Przechocki

## Popis

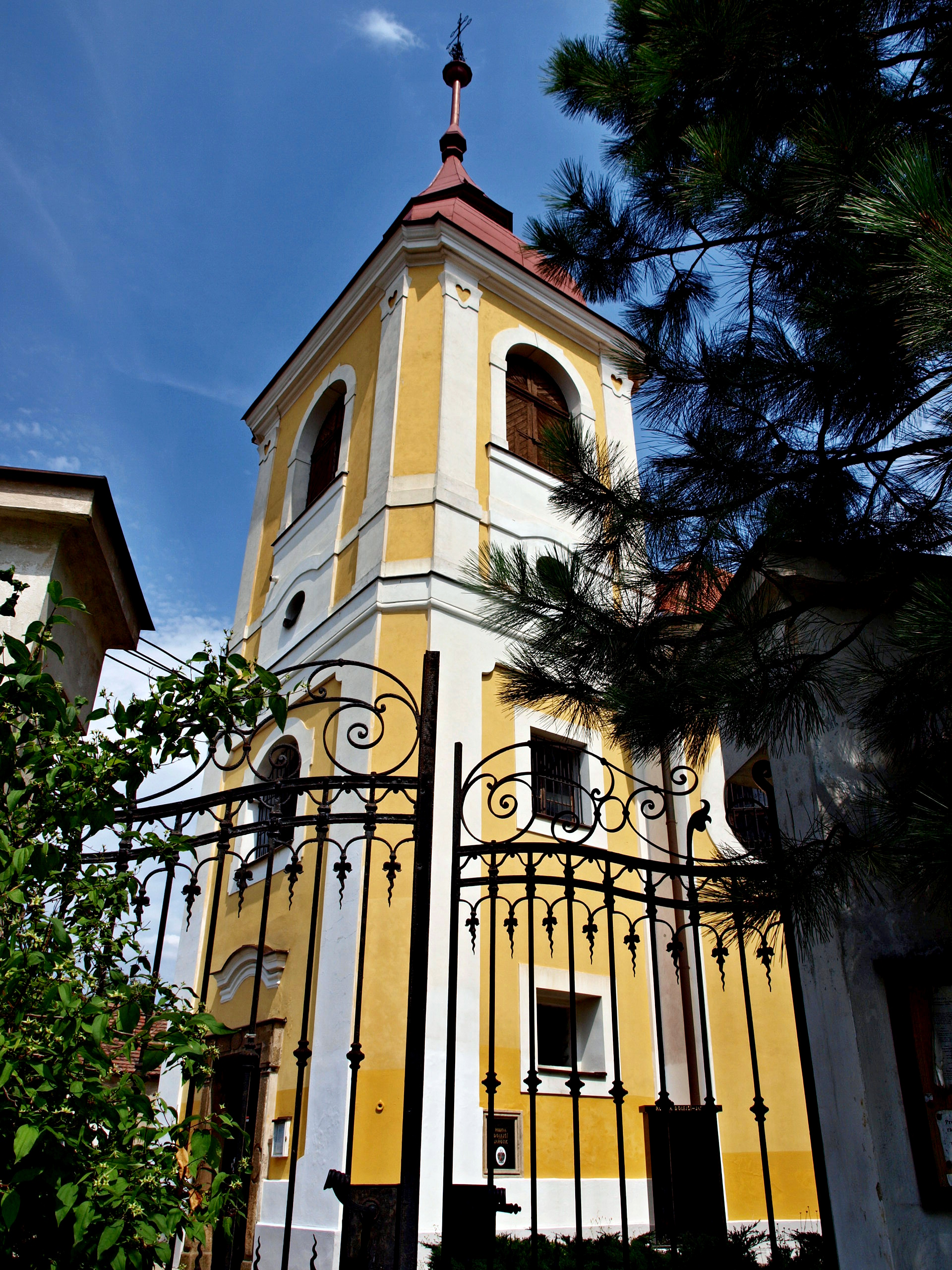
Věž kostela Povýšení sv. Kříže

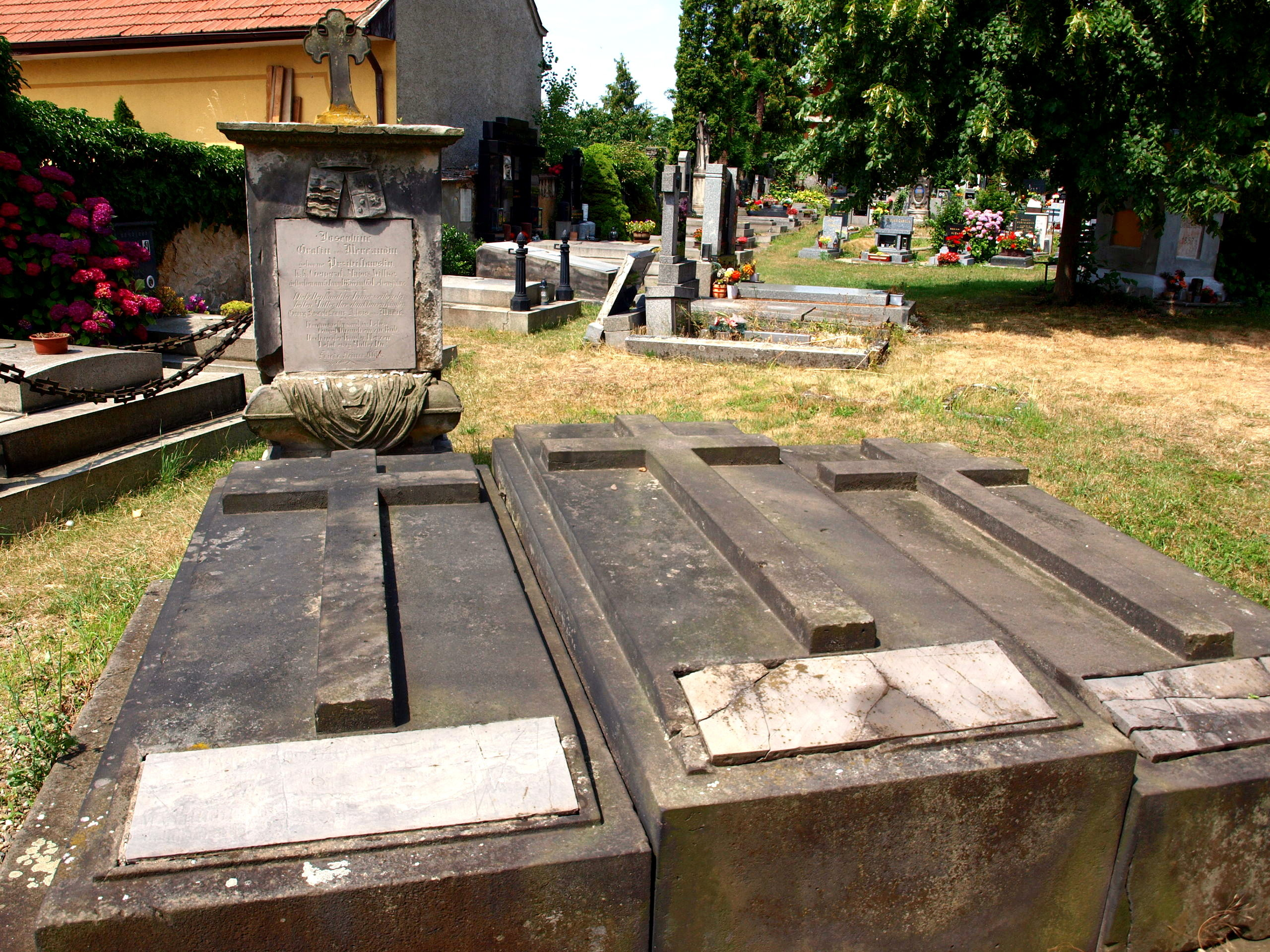
Náhrobky na hřbitově u kostela

Kostel Povýšení sv. Kříže je jednolodní stavba obdélníkového půdorysu. Dominantou kostela je patrová hranolová věž s okny na západní straně kostela, v níž z původních tří zvonů, zůstal pouze jeden. Věž je členěna s pilastry a čabrakovými hlavicemi. Sakristie se nachází na straně kostelní lodi.
Hlavní oltář kostela pochází z roku 1891 dle návrhu Jana Vejrycha, s obrazem Antonína Lhoty z roku 1859 a osazen sochami Josefa Maudra. Uvnitř chrámové lodi je nástropní malba od Vojtěcha Bartoňka.
Kostel je umístěn v areálu původního obecného hřbitova, zčásti obklopen hřbitovní zdí.